# North Webster
North Webster é uma cidade  localizada no estado americano de Indiana, no condado de Kosciusko.

## Demografia
Segundo o censo americano de 2000, a sua população era de 1067 habitantes.
Em 2006, foi estimada uma população de 1056, um decréscimo de 11 (-1.0%).

## Geografia
De acordo com o United States Census Bureau a cidade tem uma área de
1,9 km², dos quais 1,9 km² estão cobertos por terra e 0,0 km² estão cobertos por água. North Webster localiza-se a aproximadamente 271 m acima do nível do mar.

## Localidades na vizinhança
O diagrama seguinte representa as localidades num raio de 16 km ao redor de North Webster.